# Baixo
L'îlot Baixo, en portugais ilhéu de Baixo ou ilhéu dos Homiziados, à ne pas confondre avec l'îlot homonyme situé dans l'archipel de Madère, est un îlot portugais situé dans la région autonome des Açores.

## Géographie

### Localisation
L'îlot est situé au sud-est de l'île Graciosa, l'île la plus petite et la plus septentrionale du groupe central de l'archipel des Açores.

### Géologie
L'îlot est une composition de trois petits îlots comprenant l'îlot principal et deux aiguilles, l'aiguille do Carapacho et l'aiguille da Restinga.

## Faune et flore

### Faune

#### Avifaune
Pelagodroma marina, plus connue sous le nom d'océanite frégate, aurait un temps été présente sur l'îlot qui est de nature inhospitalier et donc un refuge de qualité pour l'espèce.
La pétrel de Bulwer, très présente à Madère, ne se rencontre dans les Açores que sur les îles et îlots de Vila Franca, Santa Maria, Praia et Baixo, ce qui en fait une espèce d'oiseau assez rare dans cette partie de l'océan atlantique.
En été, on peut rencontrer l'Hydrobates castro, connue sous l'appellation d'océanite de Castro, qui est présente partout tant aux Açores qu'à Madère mais seulement dans les petits îlots isolés pour nicher tranquillement comme l'océanite frégate.